# Hubert Schreiner

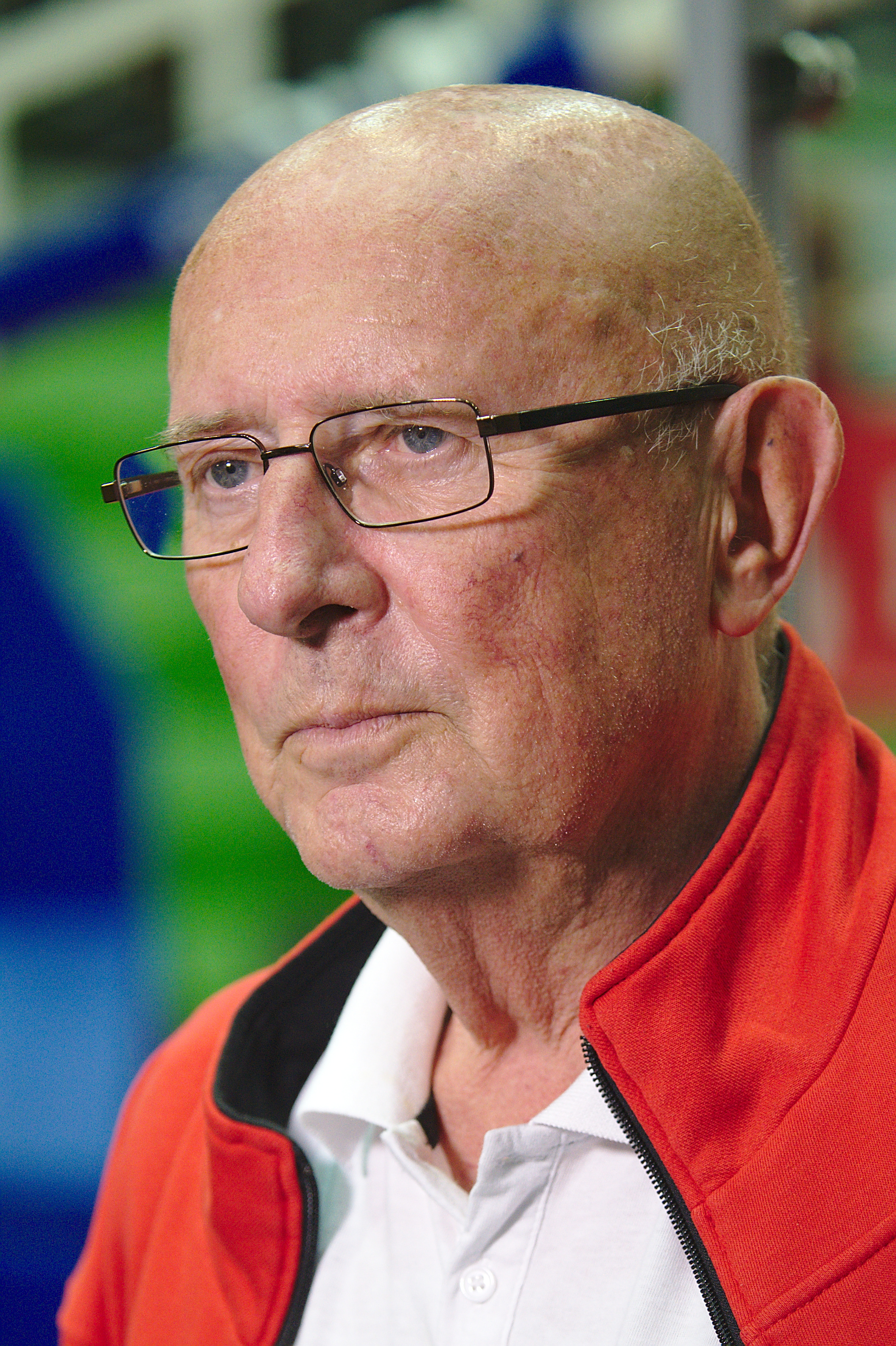
Hubert Schreiner (2017)

Hubert Schreiner (* 1. November 1949) ist ein österreichischer Basketballfunktionär sowie ehemaliger -trainer und -spieler. Er fungierte bis März 2019 als Vorsitzender des Österreichischen Basketballverbandes.

## Karriere
Während seiner Spielerkarriere nahm Schreiner mit Österreich an der Junioren-Europameisterschaft 1968 in Spanien teil. Er spielte für seinen Heimatverein UKJ St. Pölten (ab 1959) sowie in der Bundesliga (ab 1968) für den Sportklub Handelsministerium Wien sowie Union Firestone und Union Hernals. Nach seiner Rückkehr nach St. Pölten war Schreiner von 1975 bis 1986 zunächst Spielertrainer (zwischen 1982 und 1984 zusätzlich Teamchef der österreichischen Nationalmannschaft), nach dem Ende seiner Spielerkarriere 1986 dann ausschließlich Cheftrainer. 1980 war St. Pölten unter Schreiner der Sprung in die erste Liga gelungen. Nach dem Wiederabstieg im Folgejahr gelang 1990 wieder der Aufstieg in die höchste Spielklasse. Er führte die Mannschaft 1993 erstmals zum Gewinn des österreichischen Meistertitels, unter seiner Leitung wurde St. Pölten dann auch 1995, 1996, 1997, 1998 und 1999 Meister (1998 als Sportdirektor). Neben Schreiner war Neno Ašćerić als St. Pöltens überragender Spieler die prägende Figur dieser Ära.
2000 trat Schreiner als Trainer zurück, übernahm aber 2003 wieder das Amt und führte die Mannschaft, die mittlerweile in der zweiten Liga spielte, 2004 ins Oberhaus zurück. Schreiner, der 2005 mit dem Ehrenzeichen in Gold des Österreichischen Basketballverbandes ausgezeichnet wurde, trainierte St. Pölten vorerst bis 2006 und war dann zwischen 2006 und 2008 zum zweiten Mal Trainer der österreichischen Nationalmannschaft (seine erste Amtszeit dauerte von 1984 bis 1986). Ab 2009 saß er wieder in St. Pölten auf der Bank. Im August 2012 gab er den Posten des Cheftrainers an Uros Vukadinovic ab. Im April 2014 kehrte Schreiner kurzfristig als Cheftrainer auf die Bank seines Heimatvereins zurück. Als Vorsitzender des Fördervereins Sport-Leistungsmodell St. Pölten arbeitete er entscheidend in der Nachwuchsförderung in St. Pölten mit.
Im April 2015 wurde Schreiner zum Vorsitzenden des Österreichischen Basketballverbandes (ÖBV) gewählt, von 1995 bis 1997 war er bereits ÖBV-Vizepräsident und von 1993 bis 1995 Sportdirektor beim Verband gewesen. Ende März 2019 schied er als Vorsitzender aus und wurde zum ÖBV-Ehrenpräsidenten ernannt.

## Persönliches
Sein Sohn Thomas Schreiner ist Basketballprofi und war Kapitän der österreichischen Nationalmannschaft.